# Râul Măcriș, Șușița
Râul Măcriș este unul din cele două brațe care formează râul Șușița. 